# Kobo (przedsiębiorstwo)

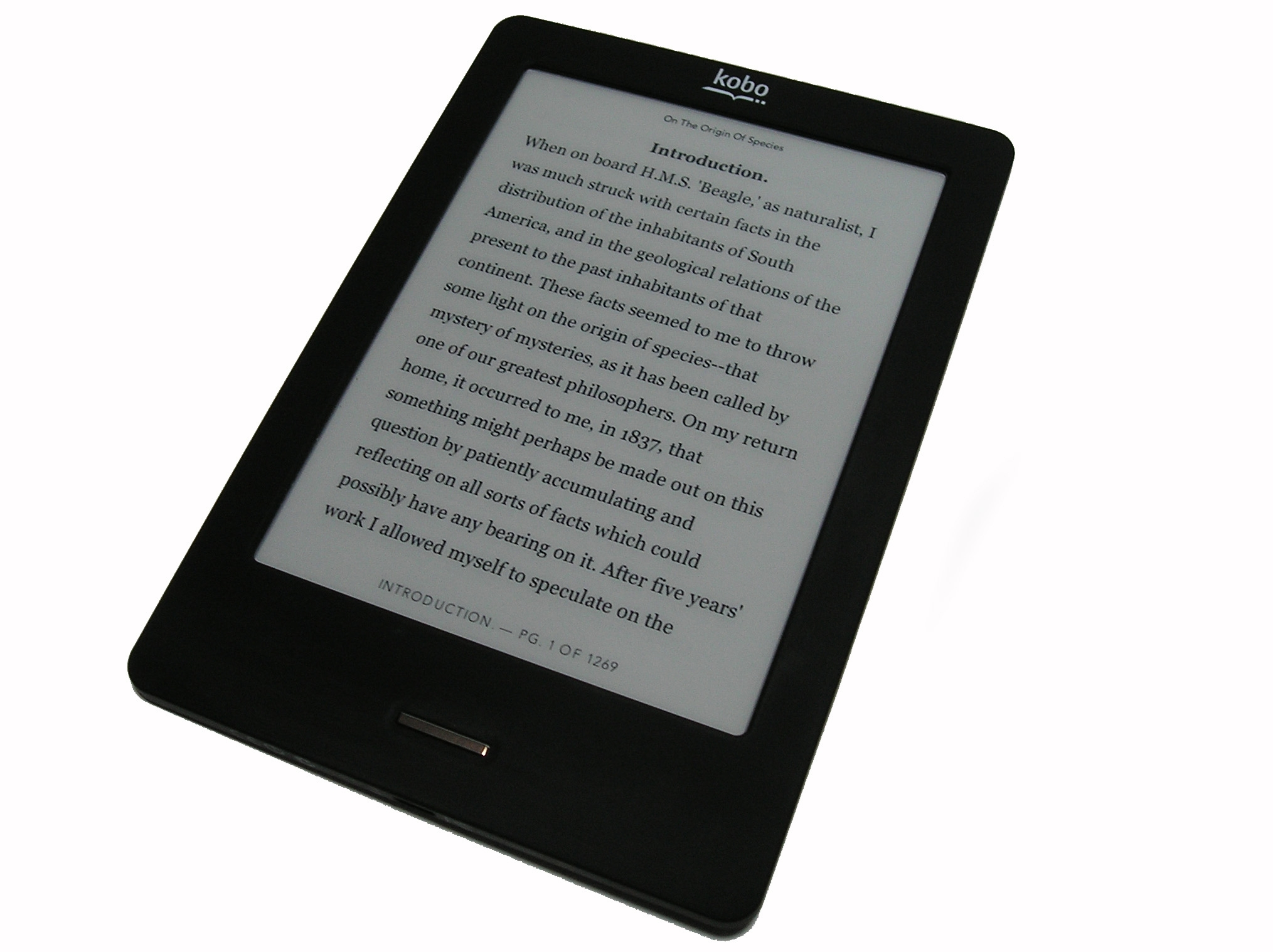
Czytnik e-booków Kobo Touch

Rakuten Kobo Inc. – kanadyjskie przedsiębiorstwo zajmujące się sprzedażą e-booków, audiobooków i czytników e-booków. Zostało założone w 2009 roku, a swoją siedzibę ma w Toronto. Usługi i urządzenia Kobo stanowią konkurencję dla sklepu Amazon i czytników Amazon Kindle.